# Statue de l'Homme à l'étui

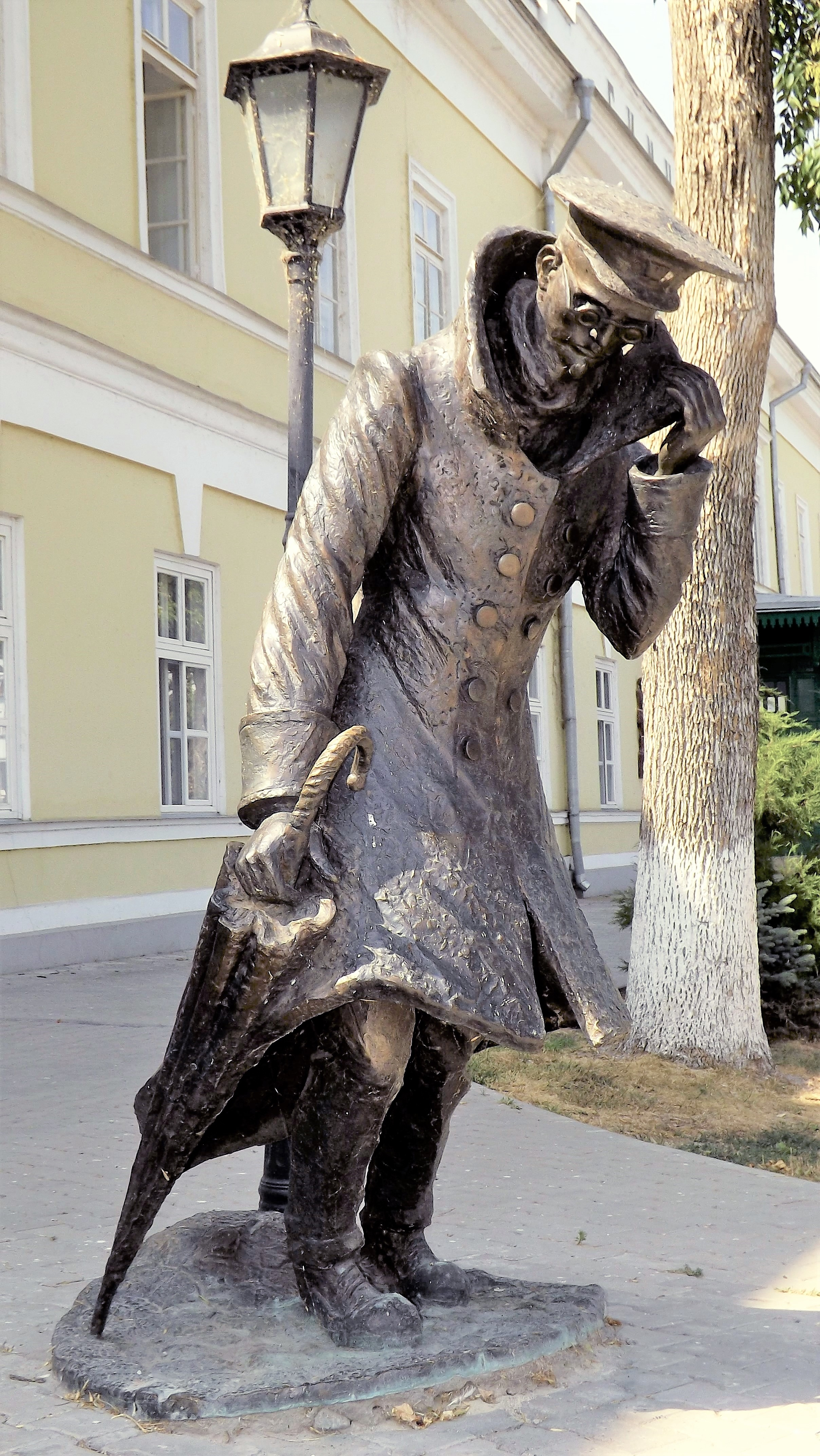
Vue de la statue de l'Homme à l'étui

L'Homme à l'étui (Человек в футляре) est une statue de bronze représentant le personnage principal de la nouvelle d'Anton Tchekhov intitulée L'Homme à l'étui.
Il s'agit de Belikov, professeur de grec d'un lycée de garçons qui se distingue par sa rigidité et sa solitude confinant au ridicule. Sa fin est tragique. La statue a été installée en 2010 pour les 150 ans de la naissance de Tchekhov devant le côté gauche de la façade du lycée de Taganrog où il fit ses études. Tchekhov s'est en grande partie inspiré de l'inspecteur du lycée classique de garçons, A. F. Diakonov, pour dépeindre le personnage de Belikov. La statue ne représente pas seulement un homme qui se penche pour se protéger de la bourrasque et de la pluie, mais un homme qui tente en vain de se protéger de ses peurs et de ses angoisses.
Cette composition est l'œuvre de David Begalov (1951-2013). Commande de la municipalité pour les festivités du 150e anniversaire de la naissance de l'écrivain, elle a coûté 723 802 roubles. Elle a été solennellement inaugurée le 27 janvier 2010.

## Source
- (ru) Cet article est partiellement ou en totalité issu de l’article de Wikipédia en russe intitulé « Скульптурная композиция «Человек в футляре» » (voir la liste des auteurs).